# Руднев, Алексей Петрович
Алексей Петрович Руднев (1921—1981) — майор Советской Армии, участник Великой Отечественной войны, Герой Советского Союза (1944).

## Биография
Родился 6 марта 1921 года в селе Николай Дар (ныне — Лукояновский район Нижегородской области). С раннего возраста проживал сначала в Саратовской области, затем в Нижнем Новгороде. Окончил семь классов школы и Сормовский машиностроительный техникум, после чего проживал и работал в Северодвинске. В июле 1941 года был призван на службу в Рабоче-крестьянскую Красную Армию. Окончил Борисовское военно-инженерное училище. С весны 1942 года — на фронтах Великой Отечественной войны.
К октябрю 1943 года лейтенант Алексей Руднев командовал ротой 148-го отдельного батальона инженерных заграждений 27-й инженерной бригады специального назначения Степного фронта. Отличился во время битвы за Днепр. В октябре 1943 года его рота переправляла советских бойцов и командиров на плацдарм на западном берегу Днепра к северу от Днепропетровска. Когда во время очередного рейса застрял их плот, вместе с товарищами на себе в холодной воде вытащили артиллерийское орудие на плацдарм. Всего же он совершил 25 рейсов, переправив в общей сложности 240 бойцов и командиров с вооружением и боеприпасами. Впоследствии рота под его командованием построила мост через Днепр и проделала проходы в минных полях противника для наступления пехоты.
Указом Президиума Верховного Совета СССР «О присвоении звания Героя Советского Союза генералам, офицерскому, сержантскому и рядовому составу Красной Армии» от 22 февраля 1944 года за «образцовое выполнение боевых заданий командования при форсировании реки Днепр, развитие боевых успехов на правом берегу реки и проявленные при этом отвагу и геройство» был удостоен высокого звания Героя Советского Союза с вручением ордена Ленина и медали «Золотая Звезда» за номером 2595.
В апреле 1945 года получил тяжёлое ранение. В 1946 году по инвалидности в звании капитана он был уволен в запас, позднее ему было присвоено звание майора запаса. Проживал и работал в Горьком. Скончался 31 августа 1981 года, похоронен на Ново-Сормовском кладбище Нижнего Новгорода.
Был также награждён орденом Красной Звезды и рядом медалей.